# Неделчо Чобанов
Неделчо Йорданов Чобанов е български общественик и политик, активен деец на БРСДП (тесни социалисти) в Разград от първата половина на XX век.

## Биография
Роден в Разград през 1884 година. При политическите трусове в Разградско през 1893 г. активна позиция заема неговия баща Йордан М. Чобанов. Още 19-годишен, Неделчо Чобанов е главен учител в училището в Глоджово. Получава инженерно образование. Жени се за Катинка Величкова.
Секретар е на Разградската партийна организация на тесните социалисти през периода 1918 – 1920 година и участник в стачката на пощенските служители от 1919 година. На 7 декември същата година е избран за общински съветник в Разград. Съучредител е на работническа потребителна кооперация през 1921 година. На 14 януари 1923 година Чобанов е преизбран в окръжния съвет, въпреки проявите на оранжев терор в избирателния район. След Деветоюнския преврат с Трендафил Розов координират действията в духа на приетия от БКП колеблив неутралитет, но е арестуван на 12 септември 1923 г., а Септемврийското въстание на обхваща Делиормана.
През 1926 г. Чобанов е съветник в културно дружество „Лес“, поддържащо Градския парк в Разград.
Симпатизант на Испанската република и интербригадист, Неделчо Чобанов прекарва години във френски концлагер. Завръща се в Разград през 1943 г., след което е въдворен в концлагера Гонда вода, Асеновградско. На 9 септември 1944 г. в неговия дом и с участието на сина му Йордан Чобанов се начертава план за завземането на местната власт. Пръв председател на Околийския комитет на ОФ в Разград. 
Неделчо Чобанов умира през 1957 на 73-годишна възраст. За антифашистката и обществена дейност е обявен за почетен гражданин на Разград.